# Olimpia Teodora
Olimpia Teodora – żeński klub piłki siatkowej z Włoch. Został założony w 1965 roku z siedzibą w mieście Rawenna.

## Historia
Olimpia Teodora zrodziła się w lutym 1965 z inicjatywy Alfy Garaviniego. Pierwsze sukcesy przyszły w latach 70. za sprawą drużyn młodzieżowych (w 1974 i 1975 zdobył Mistrzostwo Włoch do lat 16, a w 1978 zdobył Mistrzostwo Włoch juniorów). Zespół zadebiutował w żeńskiej Serie A w sezonie 1976/77 kończąc udział na 5. miejscu. Doskonałe występy klubu na arenie klubowej siatkówki włoskiej jak i międzynarodowej (Liga Mistrzyń i Klubowe Mistrzostwa Świata) przypadają na lata 1980-92. W tym czasie Olimpia Teodora zdobyła jedenaście tytułów Mistrzyń Włoch z rzędu rozpoczynając doskonałą passę w sezonie 1980/81. W sezonach 1987/88 i 1991/1992 klub zdobył Ligę Mistrzyń oraz w sezonie 1991/1992 Klubowe Mistrzostwo Świata.

## Sukcesy
- Mistrzostwo Włoch (11):

1981, 1982, 1983, 1984, 1985, 1986, 1987, 1988, 1989, 1990, 1991
- Liga Mistrzyń (2):

 1988, 1992
 1984, 1985, 1986, 1987, 1989, 1990
 1991
- Klubowe Mistrzostwa Świata (1):

 1992
- Puchar Włoch (6):

1980, 1981, 1984, 1985, 1987, 1991